# CAF Confederation Cup 2016
Der CAF Confederation Cup 2016 (aus Sponsorengründen auch Orange CAF Confederation Cup 2016 genannt) war die 13. Spielzeit des zweitwichtigsten afrikanischen Wettbewerbs für Vereinsmannschaften im Fußball unter dieser Bezeichnung. Die Saison begann mit der Vorrunde am 12. Februar 2016 und endete mit den Finalspielen im Oktober und November 2016. Titelverteidiger war der tunesische Verein Étoile Sportive du Sahel.
Sieger wurde Tout Puissant Mazembe aus der Demokratischen Republik Kongo, die sich im Finale nach einem Gesamtergebnis von 5:2 gegen MO Béjaïa durchsetzen konnten. Sie qualifizierten sich somit für den CAF Super Cup gegen den Sieger der Champions League 2016.

## Vorrunde
Die Auslosung fand am 11. Dezember 2015 statt. Die Hinspiele wurden vom 12. bis zum 14. Februar, die Rückspiele vom 26. bis zum 28. Februar 2016 ausgetragen.
|                                    | Gesamt              |                        | Hinspiel | Rückspiel |
| ---------------------------------- | ------------------- | ---------------------- | -------- | --------- |
| Vita Club Mokanda                  | 1:1 (6:5 i. E.)     | Akwa United            | 0:1      | 1:0       |
| Police FC                          | 4:3                 | Atlabara FC            | 3:1      | 1:2       |
| Grupo Desportivo Sagrada Esperança | 3:2                 | Ajax Cape Town         | 1:2      | 2:0       |
| Wallidan Banjul                    | 1 w/o 1             | MC Oran                | —        | —         |
| SC Gagnoa                          | 2:0                 | USFAS Bamako           | 2:0      | 0:0       |
| Kawkab Marrakesch                  | 3:3 (5:4 i. E.)     | USFA Ouagadougou       | 3:0      | 0:3       |
| Lightstars FC                      | 0:9                 | Bidvest Wits           | 0:3      | 0:6       |
| Renaissance FC                     | 3:2                 | New Star FC CNIC UIC   | 1:0      | 2:2       |
| Harare City FC                     | 6:3                 | AS Adema               | 3:2      | 3:1       |
| AS Bakaridjan de Barouéli          | 2:2 (3:4 i. E.)     | Stade Gabèsien         | 1:1      | 1:1       |
| Nasarawa United FC                 | 2:1                 | AS Génération Foot     | 2:1      | 0:0       |
| Defence Force SC                   | 1:6                 | Misr El-Makasa         | 1:3      | 0:3       |
| FC Saint Eloi Lupopo               | 3:1                 | Bandari FC             | 2:0      | 1:1       |
| al-Ittihad                         | 5:4                 | ASF SONIDEP            | 4:1      | 1:3       |
| UMS de Loum                        | 2 0:0 2 (2:4 i. E.) | Deportivo Mongomo      | 0:0      | 0:0       |
| Al Khartoum SC                     | 0:2                 | Villa SC               | 0:1      | 0:1       |
| JKU FC                             | 1 w/o 3             | Gaborone United SC     | —        | —         |
| Fomboni FC                         | 1:2                 | Atlético Olympic FC    | 1:0      | 0:2       |
| Diables Noirs                      | 2:4                 | Africa Sports National | 1:2      | 1:2       |

Anmerkungen

## Erste Runde
Die Auslosung fand am 11. Dezember 2015 statt. Die Hinspiele wurden vom 11. bis zum 13. März, die Rückspiele vom 18. bis zum 20. März 2016 ausgetragen.
|                                    | Gesamt    |                              | Hinspiel | Rückspiel |
| ---------------------------------- | --------- | ---------------------------- | -------- | --------- |
| Vita Club Mokanda                  | 1:0       | Police FC                    | 0:0      | 1:0       |
| Grupo Desportivo Sagrada Esperança | 2:1       | Liga Desportiva de Maputo    | 1:0      | 1:1       |
| MC Oran                            | 4:2       | SC Gagnoa                    | 2:0      | 2:2       |
| Kawkab Marrakesch                  | 3:2       | Barrack Young Controllers FC | 3:0      | 0:2       |
| Bidvest Wits                       | 3:7       | Azam FC                      | 0:3      | 3:4       |
| Renaissance FC                     | 0:7       | Espérance Tunis              | 0:2      | 0:5       |
| Harare City FC                     | 2:5       | Zanaco FC                    | 1:2      | 1:3       |
| Stade Gabèsien                     | 2:1       | AS Kaloum Star               | 2:1      | 0:0       |
| Nasarawa United FC                 | 2:4       | CS Constantine               | 1:0      | 1:4       |
| Misr El-Makasa                     | 3:2       | CS Don Bosco                 | 3:1      | 0:1       |
| FC Saint Eloi Lupopo               | (a)2:2(a) | Al-Ahly Shendi               | 2:1      | 0:1       |
| al-Ittihad                         | 1:2       | Medeama SC                   | 1:0      | 0:2       |
| UMS de Loum                        | 2:3       | FUS de Rabat                 | 1:1      | 1:2       |
| Villa SC                           | 5:0       | JKU FC                       | 4:0      | 1:0       |
| Atlético Olympic FC                | 0:5       | CF Mounana                   | 0:2      | 0:3       |
| Africa Sports National             | 1:6       | ENPPI Club                   | 0:2      | 1:4       |

## Zweite Runde
Die Auslosung fand am 11. Dezember 2015 statt. Die Hinspiele wurden vom 8. bis zum 10. April, die Rückspiele am 19. und 20. April 2016 ausgetragen.
|                   | Gesamt          |                                    | Hinspiel | Rückspiel |
| ----------------- | --------------- | ---------------------------------- | -------- | --------- |
| Vita Club Mokanda | 1:4             | Grupo Desportivo Sagrada Esperança | 1:2      | 0:2       |
| MC Oran           | 0:1             | Kawkab Marrakesch                  | 0:0      | 0:1       |
| Azam FC           | 2:4             | Espérance Tunis                    | 2:1      | 0:3       |
| Zanaco FC         | 1:4             | Stade Gabèsien                     | 1:1      | 0:3       |
| CS Constantine    | 2:3             | Misr El-Makasa                     | 1:0      | 1:3       |
| Al-Ahly Shendi    | 0:2             | Medeama SC                         | 0:0      | 0:2       |
| FUS de Rabat      | 7:1             | Villa SC                           | 7:0      | 0:1       |
| CF Mounana        | 2:2 (5:4 i. E.) | ENPPI Club                         | 2:0      | 0:2       |

## Play-off-Runde
Die Auslosung fand am 21. April 2016 statt. Dabei wurde je ein Sieger der zweiten Runde gegen einen Unterlegenen der zweiten Runde der Champions League gelost, wobei die Vereine des CAF Confederation Cups im Rückspiel Heimrecht hatten. Die Hinspiele wurden vom 6. bis zum 8. Mai, die Rückspiele am 17. und 18. Mai 2016 ausgetragen.
|                          | Gesamt    |                                    | Hinspiel | Rückspiel |
| ------------------------ | --------- | ---------------------------------- | -------- | --------- |
| MO Béjaïa                | (a)1:1(a) | Espérance Tunis                    | 0:0      | 1:1       |
| Stade Malien             | 0:4       | FUS de Rabat                       | 0:0      | 0:4       |
| Étoile Sportive du Sahel | 2:1       | CF Mounana                         | 2:0      | 0:1       |
| Tout Puissant Mazembe    | (a)2:2(a) | Stade Gabèsien                     | 1:0      | 1:2       |
| Al-Ahly SC               | (a)1:1(a) | Misr El-Makasa                     | 0:0      | 1:1       |
| al-Merreikh Omdurman     | 1:2       | Kawkab Marrakesch                  | 1:0      | 0:2       |
| Young Africans SC        | 2:1       | Grupo Desportivo Sagrada Esperança | 2:0      | 0:1       |
| Mamelodi Sundowns        | (a)3:3(a) | Medeama SC                         | 3:1      | 0:2       |

## Gruppenphase
Die Gruppenauslosung fand am 24. Mai 2016 in der ägyptischen Hauptstadt Kairo statt. Die acht Sieger der Play-off-Runde wurden in zwei Lostöpfe eingeteilt und zu zwei Gruppen mit jeweils vier Mannschaften gelost. Gesetzt wurden die Mannschaften nach ihren Ergebnissen in den CAF-Wettbewerben der letzten fünf Spielzeiten (CAF-Fünfjahreswertung). Die Gruppensieger und -zweiten qualifizierten sich für das Halbfinale, die Dritt- und Viertplatzierten schieden aus dem Wettbewerb aus. Bei Punktgleichheit zweier oder mehrerer Mannschaften wurde die Platzierung durch folgende Kriterien ermittelt:
1. Anzahl Punkte im direkten Vergleich
2. Tordifferenz im direkten Vergleich
3. Anzahl Tore im direkten Vergleich
4. Anzahl Auswärtstore im direkten Vergleich
5. Wenn nach der Anwendung der Kriterien 1 bis 4 immer noch mehrere Mannschaften denselben Tabellenplatz belegen, werden die Kriterien 1 bis 4 erneut angewendet, jedoch ausschließlich auf die Direktbegegnungen der betreffenden Mannschaften. Sollte auch dies zu keiner definitiven Platzierung führen, werden die Kriterien 6 bis 9 angewendet.
6. Tordifferenz aus allen Gruppenspielen
7. Anzahl Tore in allen Gruppenspielen
8. Anzahl Auswärtstore in allen Gruppenspielen
9. Losziehung

### Gruppe A
| Pl. | Verein                | Sp. | S | U | N | Tore    | Diff. | Punkte |
| --- | --------------------- | --- | - | - | - | ------- | ----- | ------ |
| 1.  | Tout Puissant Mazembe | 6   | 4 | 1 | 1 | 010:500 | +5    | 13     |
| 2.  | MO Béjaïa             | 6   | 2 | 2 | 2 | 002:200 | ±0    | 08     |
| 3.  | Medeama SC            | 6   | 2 | 2 | 2 | 008:800 | ±0    | 08     |
| 4.  | Young Africans SC     | 6   | 1 | 1 | 4 | 004:900 | −5    | 04     |

| 19. Juni 2016         |     |                       |                                |
| Tout Puissant Mazembe | 3:1 | Medeama SC            | Stade TP Mazembe               |
| MO Béjaïa             | 1:0 | Young Africans SC     | Stade de l’Unité Maghrébine    |
| 28./29. Juni 2016     |     |                       |                                |
| Young Africans SC     | 0:1 | Tout Puissant Mazembe | Benjamin-Mkapa-Nationalstadion |
| Medeama SC            | 0:0 | MO Béjaïa             | Sekondi-Takoradi-Stadion       |
| 16./17. Juli 2016     |     |                       |                                |
| Young Africans SC     | 1:1 | Medeama SC            | Benjamin-Mkapa-Nationalstadion |
| MO Béjaïa             | 0:0 | Tout Puissant Mazembe | Stade de l’Unité Maghrébine    |
| 26./27. Juli 2016     |     |                       |                                |
| Medeama SC            | 3:1 | Young Africans SC     | Sekondi-Takoradi-Stadion       |
| Tout Puissant Mazembe | 1:0 | MO Béjaïa             | Stade TP Mazembe               |
| 13./14. August 2016   |     |                       |                                |
| Young Africans SC     | 1:0 | MO Béjaïa             | Benjamin-Mkapa-Nationalstadion |
| Medeama SC            | 3:2 | Tout Puissant Mazembe | Sekondi-Takoradi-Stadion       |
| 23. August 2016       |     |                       |                                |
| Tout Puissant Mazembe | 3:1 | Young Africans SC     | Stade TP Mazembe               |
| MO Béjaïa             | 1:0 | Medeama SC            | Stade de l’Unité Maghrébine    |

### Gruppe B
| Pl. | Verein                   | Sp. | S | U | N | Tore    | Diff. | Punkte |
| --- | ------------------------ | --- | - | - | - | ------- | ----- | ------ |
| 1.  | FUS de Rabat             | 6   | 3 | 3 | 0 | 009:400 | +5    | 12     |
| 2.  | Étoile Sportive du Sahel | 6   | 3 | 2 | 1 | 009:400 | +5    | 11     |
| 3.  | Kawkab Marrakesch        | 6   | 2 | 1 | 3 | 009:130 | −4    | 07     |
| 4.  | Al-Ahly SC               | 6   | 0 | 2 | 4 | 004:100 | −6    | 02     |

| 17./19. Juni 2016        |     |                          |                           |
| Kawkab Marrakesch        | 2:1 | Étoile Sportive du Sahel | Stade de Marrakech        |
| FUS de Rabat             | 1:0 | Al-Ahli SC               | Stade Belvédère           |
| 28./29. Juni 2016        |     |                          |                           |
| Al-Ahli SC               | 1:2 | Kawkab Marrakesch        | Stade Chedli Zouiten      |
| Étoile Sportive du Sahel | 1:1 | FUS de Rabat             | Stade Olympique de Sousse |
| 15./16. Juli 2016        |     |                          |                           |
| Kawkab Marrakesch        | 1:3 | FUS de Rabat             | Stade de Marrakech        |
| Étoile Sportive du Sahel | 3:0 | Al-Ahli SC               | Stade Olympique de Sousse |
| 26./27. Juli 2016        |     |                          |                           |
| Al-Ahli SC               | 0:1 | Étoile Sportive du Sahel | Stade Chedli Zouiten      |
| FUS de Rabat             | 3:1 | Kawkab Marrakesch        | Stade Belvédère           |
| 12. August 2016          |     |                          |                           |
| Al-Ahli SC               | 1:1 | FUS de Rabat             | Stade Chedli Zouiten      |
| Étoile Sportive du Sahel | 3:1 | Kawkab Marrakesch        | Stade Olympique de Sousse |
| 23./24. August 2016      |     |                          |                           |
| FUS de Rabat             | 0:0 | Étoile Sportive du Sahel | Stade Belvédère           |
| Kawkab Marrakesch        | 2:2 | Al-Ahli SC               | Stade de Marrakech        |

## Finalrunde

### Halbfinale
Die Auslosung fand am 24. Mai 2016 statt. Die Hinspiele wurden am 17. und 18. September, die Rückspiele am 25. September 2016 ausgetragen.
|                          | Gesamt    |                       | Hinspiel | Rückspiel |
| ------------------------ | --------- | --------------------- | -------- | --------- |
| Étoile Sportive du Sahel | (a)1:1(a) | Tout Puissant Mazembe | 1:1      | 0:0       |
| MO Béjaïa                | (a)1:1(a) | FUS de Rabat          | 0:0      | 1:1       |

### Finale

#### Hinspiel
| MO Béjaïa                                          | MO Béjaïa | Tout Puissant Mazembe | Tout Puissant Mazembe |
| -------------------------------------------------- | --- | --- | --------------------- |
| MO Béjaïa                                          | \| 29. Oktober 2016 in Blida (Stade Mustapha Tchaker) \| \| Ergebnis: 1:1 (0:1) \| \| Zuschauer: 30.000 \| \| Schiedsrichter: Bernard Camille ( Seychellen) \| | \| 29. Oktober 2016 in Blida (Stade Mustapha Tchaker) \| \| Ergebnis: 1:1 (0:1) \| \| Zuschauer: 30.000 \| \| Schiedsrichter: Bernard Camille ( Seychellen) \| | Tout Puissant Mazembe |
| MO Béjaïa                                          | Chamseddine Rahmani – Sofiane Khadir, Sofiane Baouali, Amar Ben Melouka, Yacine Salhi – Malek Ferhat (60. Ismail Belkacemi), Soumaila Sidibé – Faouzi Rahal, Morgan Betorangal (85. Kamel Yesli), Mohamed Yacine Athmani (77. Youcef Touati) – Faouzi Yaya Cheftrainer: Nacer Sandjak ( Algerien) | Sylvain Gbohouo – Issama Mpeko, Christian Luyindama, Salif Coulibaly, Kabaso Chongo – Merveille Bopé Bokadi, Nathan Sinkala (27. Christian Koffi) – Roger Assalé (85. Déo Kanda), Rainford Kalaba (90. Elia Meschack), Adama Traoré – Jonathan Bolingi Cheftrainer: Hubert Velud ( Frankreich) | Tout Puissant Mazembe |
| MO Béjaïa                                          | 1:1 Yaya (66.) | 0:1 Bolingi (43.) | Tout Puissant Mazembe |
| MO Béjaïa                                          | Rahmani (42.), Ben Melouka (52.), Salhi (90.+5') | Coulibaly (45.+2') | Tout Puissant Mazembe |
| 29. Oktober 2016 in Blida (Stade Mustapha Tchaker) | | |                       |
| Ergebnis: 1:1 (0:1)                                | | |                       |
| Zuschauer: 30.000                                  | | |                       |
| Schiedsrichter: Bernard Camille ( Seychellen)      | | |                       |

#### Rückspiel
| Tout Puissant Mazembe                             | Tout Puissant Mazembe | MO Béjaïa | MO Béjaïa |
| ------------------------------------------------- | --- | --- | --------- |
| Tout Puissant Mazembe                             | \| 6. November 2016 in Lubumbashi (Stade TP Mazembe) \| \| Ergebnis: 4:1 (2:0) \| \| Zuschauer: 18.000 \| \| Schiedsrichter: Malang Diedhiou ( Senegal) \| | \| 6. November 2016 in Lubumbashi (Stade TP Mazembe) \| \| Ergebnis: 4:1 (2:0) \| \| Zuschauer: 18.000 \| \| Schiedsrichter: Malang Diedhiou ( Senegal) \| | MO Béjaïa |
| Tout Puissant Mazembe                             | Sylvain Gbohouo – Issama Mpeko, Salif Coulibaly, Christian Luyindama, Jean Kasusula – Daniel Nii Adjei (76. Christian Koffi), Merveille Bopé Bokadi – Solomon Asante (69. Adama Traoré), Rainford Kalaba (84. Déo Kanda), Roger Assalé – Jonathan Bolingi Cheftrainer: Hubert Velud ( Frankreich) | Chamseddine Rahmani – Ismail Benettayeb (67. Ismail Belkacemi), Sofiane Khadir, Sofiane Baouali, Yacine Salhi – Malek Ferhat (61. Kamel Yesli), Soumaila Sidibé – Faouzi Rahal, Morgan Betorangal, Mohamed Yacine Athmani – Faouzi Yaya (87. Anis Mouhli) Cheftrainer: Nacer Sandjak ( Algerien) | MO Béjaïa |
| Tout Puissant Mazembe                             | 1:0 Bokadi (7.) 2:0 Kalaba (43.) 3:0 Kalaba (62.) 4:1 Bolingi (77.) | 3:1 Khadir (75.) | MO Béjaïa |
| Tout Puissant Mazembe                             | Bolingi (81.) | Athmani (58.) | MO Béjaïa |
| 6. November 2016 in Lubumbashi (Stade TP Mazembe) | | |           |
| Ergebnis: 4:1 (2:0)                               | | |           |
| Zuschauer: 18.000                                 | | |           |
| Schiedsrichter: Malang Diedhiou ( Senegal)        | | |           |